# Foderbegränsare
Foderbegränsare är en anordning som fästs runt munnen på betande djur, främst hästar, för att begränsa intaget av gräs.
Den vanligaste orsaken är att djuret är för glupskt och därmed äter för mycket för sin ras eller sin egen ämnesomsättning, vilket kan resultera i fetma, fång eller andra komplikationer.
Foderbegränsaren liknar en munkorg för hundar, som träs runt mulen och fästs i grimman. Grimman måste sträckas så att djuret inte kan få av sig foderbegränsaren av misstag eller med vilje. Den har små hål i sig som gör att djuret kan beta, men bara ett fåtal grässtrån når munnen, vilket gör att det tar längre tid att äta.
Hålen gör också att djuret kan dricka obehindrat.